# Стефанув (гміна Бруйце)
Стефанув (пол. Stefanów) — село в Польщі, у гміні Бруйці Лодзький-Східного повіту Лодзинського воєводства.
Населення — 261 особа (2011).
У 1975-1998 роках село належало до Лодзинського воєводства.

## Демографія
Демографічна структура станом на 31 березня 2011 року:
|          | Загалом | Допрацездатний вік | Працездатний вік | Постпрацездатний вік |
| -------- | ------- | ------------------ | ---------------- | -------------------- |
| Чоловіки | 129     | 26                 | 93               | 10                   |
| Жінки    | 132     | 30                 | 79               | 23                   |
| Разом    | 261     | 56                 | 172              | 33                   |